# Mambara andamanensis
Mambara andamanensis är en fjärilsart som beskrevs av Mondal och Rynth 1971. Mambara andamanensis ingår i släktet Mambara och familjen snigelspinnare. Inga underarter finns listade i Catalogue of Life.